# Эллиотт, Элисон
Элисон Эллиотт (англ. Alison Elliott; род. 19 мая 1970, Сан-Франциско, США) — американская актриса и модель, номинантка на Премию Гильдии киноактёров США за лучшую женскую роль второго плана за игру в фильме «Крылья голубки».

## Биография
Элисон Эллиотт родилась в Сан-Франциско, Калифорния в семье Барбары и Боба Эллиоттов. Когда ей было 4 года, семья переехала в Токио, где работал Боб. Здесь старшая сестра Элисон была выбрана на роль модели для японского магазина, однако в последний момент они решили снять Элисон вместо неё. Спустя 4 года семья вернулась на родину. В возрасте 14 лет Элисон начала модельную карьеру с агентством Ford Models. Оне недолгое время проживала в Токио, после чего переехала в Лос-Анджелес, где в 1989 году дебютировала как актриса в телесериале «Живые куклы».
После этого Эллиотт снялась в таких фильмах, как «Неприятности с обезьянкой» (1994), «Уайетт Эрп» (1994) и «Там, внутри» (1995). Критик из The New York Times назвал её игру в «Там, внутри» «абсолютно точной». В 1995 году снялась в фильме «Гриль-бар «Порох»». Эта роль получила высокие оценки на кинофестивале «Сандэнс». В 1997 году исполнила роль Милли Тил в картине «Крылья голубки». Эта работа принесла ей номинации на Премию Гильдии киноактёров США за лучшую женскую роль второго плана и премию Общества кинокритиков Бостона.
В 2000 году перевоплотилась в учительницу Энн Салливан в телефильме «Сотворившая чудо». В 2004 году появилась в психологической драме «Рождение», в 2007 — в биографическом вестерне «Как трусливый Роберт Форд убил Джесси Джеймса».